# Aiétés
Aiétés (řecky Αἰήτης, latinsky Aeetes) byl kolchidský král, syn boha slunce Hélia a jeho manželky Persy.
V řecké mytologii je významnou postavou rozsáhlé báje o statečném Iásonovi a jeho výpravy s posádkou Argonautů do daleké Kolchidy, odkud měl přivézt zlaté rouno.
Kolchida byla země na vzdáleném pobřeží Černého moře, pod Kavkazem. Sem přinesl na svém hřbetě zlatý beran malého Frixa, syna orchomenského krále Athamanta a bohyně oblaků Nefelé poté, co jeho nová zlá macecha Ínó chtěla Frixa i jeho mladší sestru Hellé zapudit. Král Aiétés se Frixa ujal, později ho dokonce oženil se svou dcerou Chalkiopé. Obětoval bohům a kůži z berana rozprostřel na mohutný dub a nechal ji střežit mocným, stále bdícím drakem. Zlaté rouno se stalo jeho pýchou, považoval je za znak své moci a proto jej chtěl navždy vlastnit.
Po létech se do Kolchidy vypravil hrdina z Iólku odvážný Iásón. I jemu šlo o moc – vlády v Iólku se namísto jeho otce Aisona zmocnil zákeřný Peliás a jako podmínku k předání moci Iásonovi si stanovil získání zlatého rouna. Iásón povolal 50 řeckých hrdinů, nechal postavit velkou loď Argó a doplul do Kolchidy po mnoha nebezpečenstvích a dobrodružstvích. Král Aiétés ho přijal, avšak pro vydání rouna si stanovil nesplnitelnou podmínku. Iásón s pomocí bohyň a zejména Aiétovy dcery Médei přinutil k poslušnosti divoké býky a pobil bojovníky z dračích zubů. Aiétés však ani potom zlaté rouno nechtěl vydat. Poté Médeia očarovala draka a vzali zlaté rouno a na lodí prchali z Kolchidy.
Aiétés je pronásledoval, s ním i jeho syn Apsyrtos, kterého úkladně zavraždil Iásón s pomocí Médei. Král Aiétés se týdny nevzdával, nakonec však pronásledování ukončil, protože zrádná dcera Médeia se mezitím provdala za Iásona a unikla tak otcově moci. O Aiétovi není v bájích dále žádná zmínka.